# Coniophanes meridanus
Coniophanes meridanus är en ormart som beskrevs av Schmidt och Andrews 1936. Coniophanes meridanus ingår i släktet Coniophanes och familjen snokar. Inga underarter finns listade i Catalogue of Life.
Arten förekommer på Yucatánhalvön i sydöstra Mexiko. Den lever i låglandet upp till 100 meter över havet. Habitatet utgörs av tropiska lövfällande skogar där flera träd är taggiga. Coniophanes meridanus är nattaktiv och vistas främst på marken. Honor lägger antagligen ägg liksom hos andra släktmedlemmar.
Troligtvis kan ormen anpassa sig till måttliga landskapsförändringar. IUCN kategoriserar arten globalt som livskraftig.